# Moreton Corbet Castle
Moreton Corbet Castle er to ruiner, der ligger nær landsbyen Moreton Corbet, Shropshire, England, knap 13 km nordøst for Shrewsbury. Det består af ruiner fra to perioder; en middelalderlig fæstning og en herregård fra elizabethiansk tid. Bygningerne har ikke været i brug siden 1700-tallet.
Den drives af English Heritage og er en listed building af første grad.